# Стереометрия
Стереометрията е дял от евклидовата геометрия, който изучава главно геометрични тела в тримерното пространство, т.е. нележащи в една-единствена равнина, както и взаимното положение на прави и равнини в пространството. Изследва свойствата на телата, които не се променят при движения в пространството. Тя се занимава и с измерване на обемите на различни тела като например цилиндър, конус, пресечен конус, сфера, призма и др. В стереометрията основният подход, както и в планиметрията и дескриптивната геометрия е синтетичният подход.
Името „стереометрия“ произлиза от гръцките думи стереос – „твърд“ и метрео – „измервам“. Това име се среща още в съчиненията на древногръцкия философ Аристотел, живял през IV век пр.н.е. Стереометрията, както и другите клонове на математиката възниква във връзка с практическите нужди на хората – измерване на лица и обеми, строеж на жилища и обществени сгради, на отбранителни съоръжения и др.
Питагорейците са разглеждали сфери и правилни тела, но пирамидата, призмата, конусът и цилиндърът не са изследвани преди времето на Платон. Евдокс Книдски извършва тяхното измерване, като доказва, че пирамидата и конусът имат обем, който е една трета от обема на призма и цилиндър със същата основа и същата височина. Вероятно негово е и доказателството, че обемът на сферата (по-точно на съответното кълбо) е пропорционален на обема на куб със страна, равна на радиуса на сферата.
Изследванията на египетските пирамиди, построени около 4000 г. пр.н.е., показват, че при изграждането им египтяните са разполагали със значителни познания по стереометрия.
Особено ползотворен за развитието на геометрията и в частност на стереометрията е периодът след VII век пр.н.е. до VII век. Основно постижение в този период е възникването и развитието на понятието доказателство.

## Основни теми в стереометрията
- инцидентност на прави и равнини
- двустенен ъгъл и телесен ъгъл
- куб, кубоид, паралелепипед
- тетраедър и други пирамиди
- призми
- октаедър, додекаедър, икосаедър
- конуси и цилиндри
- сфера
- сфероид, елипсоид, параболоид и хиперболоид, олоид